# José González Ganoza
Pour les articles homonymes, voir José González et González.
José Manuel González Ganoza (né le 10 juillet 1954 à Lima au Pérou, et mort le 8 décembre 1987 dans l'océan Pacifique) est un footballeur international péruvien qui évoluait au poste de gardien de but.
Il fait partie des joueurs morts lors de l'accident d'avion des joueurs de l'Alianza Lima (le 8 décembre 1987, le Fokker F27 qui ramenait l'équipe d'un match à Pucallpa s'écrase en pleine mer).

## Biographie

### Carrière en sélection
International péruvien, González Ganoza joue 27 matchs (32 buts encaissés) entre 1975 et 1987. 
Il figure dans le groupe des sélectionnés lors de la Coupe du monde de 1982 organisée en Espagne (sans toutefois jouer de matchs lors de cette compétition).
Il participe également aux Copa América de 1975 et de 1987, remportant la compétition en 1975.

## Palmarès
| Alianza Lima - Championnat du Pérou (3) : - Champion : 1975, 1977 et 1978. - Vice-champion : 1982, 1986 et 1987. |  | Pérou - Copa América (1) : - Vainqueur : 1975. |